# Непочелович, Иван Борисович
Ива́н Бори́сович Непочело́вич (белор. Іван Барысавіч Непачаловіч; 15 января 1922 — 1 февраля 1990) — советский военный лётчик, участник Великой Отечественной войны. Герой Советского Союза (29 июня 1945 года).

## Биография
Иван Борисович Непочелович, белорус по национальности, родился в деревне Ореховка (ныне Стародорожский район, Минская область, Республика Беларусь) в крестьянской семье. После окончания семи классов работал в сельсовете. В Красную Армию вступил в июне 1941 года, окончив в том же году Минский аэроклуб. В 1943 году окончил Тамбовскую военную авиационную школу.
Оказавшись в рядах действующей армии в декабре 1943 года, Непочелович являлся старшим лётчиком 955-го штурмового авиационного полка (306-я штурмовая авиационная дивизия, 9-й смешанный авиационный корпус (первого формирования), 17-я воздушная армия, 3-й Украинский фронт). К февралю 1945 года на счету лётчика, имевшего уже звание младшего лейтенанта, было 106 боевых вылетов на штурмовку войск противника и один лично сбитый в воздушных боях самолёт.
29 июня 1945 года Непочеловичу И. Б. было присвоено звание Героя Советского Союза.
Продолжив после окончания войны службу в ВВС, Непочелович в 1955 году окончил Военно-воздушную академию. В 1965 году Непочелович ушёл в запас, после чего жил в Минске. Похоронен в селе Минковичи Стародорожского района.

## Награды
- Герой Советского Союза (29 июня 1945 года);
- орден Ленина;
- два ордена Красного Знамени;
- два ордена Отечественной войны 1 степени;
- орден Красной Звезды;
- медали.